# Kotva

Kotva est un grand magasin de Prague, en République tchèque.
La société a été membre de l'Association Internationale des Grands Magasins de 1993 à 2000.